# Kam'jani mohyly

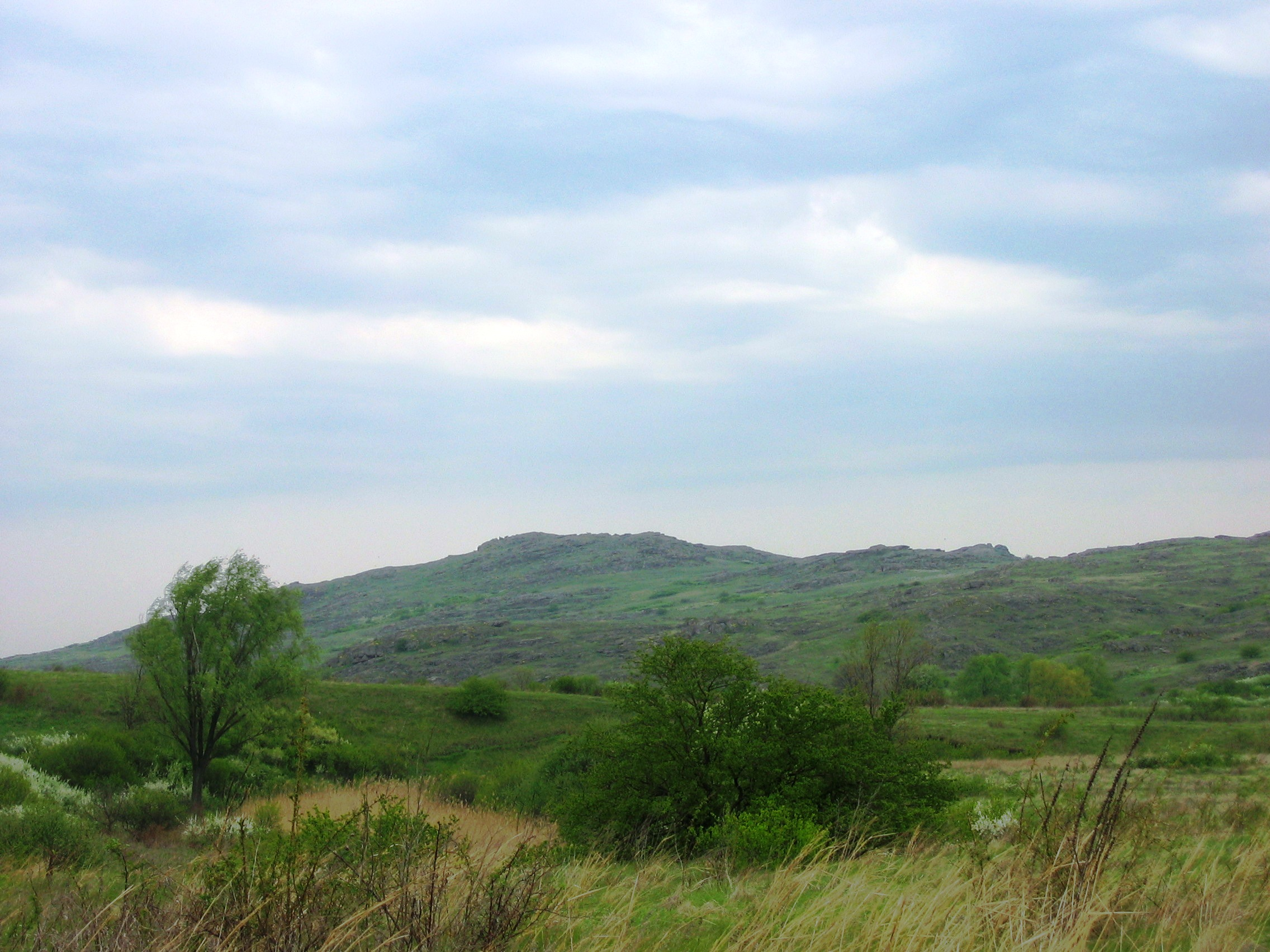
Step u Kamenných mohyl

Rezervace Kamenné mohyly (ukrajinsky Кам'яні Могили, rusky Каменные могилы) je jednou ze čtyř součástí Ukrajinské stepní rezervace. Nachází se na jihovýchodě Ukrajiny nedaleko silnice mezi Záporožím a Mariupolem a asi 12 kilometrů jižně od nádraží v Rozivce. Vyhlášena byla v roce 1927 a skládá se ze dvou částí o rozlohách 456 a 200 ha.
Je jedním z míst, kde je zachována původní stepní vegetace.